# Europese kampioenschappen jachtgeweer 1965
De Europese kampioenschappen jachtgeweer 1965 waren door het Europees comité van de Union Internationale de Tir (UIT) georganiseerde kampioenschappen voor schutters in het kleiduifschieten. De elfde editie van de Europese kampioenschappen vond plaats in de Portugese hoofdstad.

## Resultaten

### Trap
| Onderdeel   | Goud             | Zilver             | Brons            |
| ----------- | ---------------- | ------------------ | ---------------- |
| Heren       |                  |                    |                  |
| Individueel | Silvano Canonico | Ennio Mattarelli   | Galliano Rossini |
| Team        | Italië           | Sovjet-Unie        | Libanon          |
| Dames       |                  |                    |                  |
| Individueel | Michele Delaire  | Valentina Gerasina | Vera Verigina    |

### Skeet
| Onderdeel   | Goud             | Zilver          | Brons            |
| ----------- | ---------------- | --------------- | ---------------- |
| Heren       |                  |                 |                  |
| Individueel | Nikolai Durnev   | Haymo Rethwisch | Lennart Standar  |
| Team        | Sovjet-Unie      | BRD             | België           |
| Dames       |                  |                 |                  |
| Individueel | Claudia Smirnova | Nadine Story    | Francine Wauters |

1955 · 1956 · 1957 · 1958 · 1959 · 1960 · 1961 · 1962 · 1963 · 1964 · 1965 · 1966 · 1967 · 1968 · 1969 · 1970 · 1971 · 1972 · 1973 · 1974 · 1975 · 1976 · 1977 · 1978 · 1979 · 1980 · 1981 · 1982 · 1983 · 1984 · 1985 · 1986 · 1987 · 1988 · 1989 · 1990 · 1991 · 1992 · 1993 · 1994 · 1995 · 1996 · 1997 · 1998 · 1999 · 2000 · 2001 · 2002 · 2003 · 2004 · 2005 · 2006 · 2007 · 2008 · 2009 · 2010 · 2011 · 2012 · 2013 · 2014 · 2015 · 2016 · 2017 · 2018 · 2019 · 2020 · 2021 · 2022 · 2023 · 2024 ·